# Europastraße 311
Die Europastraße 311 (Abkürzung: E 311) ist eine Europastraße, die in Nord-Süd-Richtung durch die Niederlande verläuft. Sie durchquert dabei die Provinzen Nordbrabant, Südholland und Utrecht. Sie entspricht dabei dem Streckenverlauf des Rijksweg 27 (gekennzeichnet als A 27) vom Knooppunt Sint-Annabosch bei Breda zum Knooppunt Lunetten bei Utrecht.
Die E 311 beginnt südlich von Breda am Autobahndreieck Sint-Annabosch und führt am östlichen Rand Bredas nach Norden. Bei Geertruidenberg wird der Rijksweg 59 gekreuzt und kurz danach die Maas überquert. Der Knooppunt Gorinchem bildet die Form eines Kleeblatts mit der E 31. An Lexmond vorbei führt die E 311 über die E 25 am Knooppunt Evendingen (Gemeinde Vianen). Nach der Querung des Lek und des Amsterdam-Rhein-Kanals endet die E 311 am Knooppunt Lunetten (mit den Europastraßen 30 und 35) südöstlich von Utrecht. 